# Plain TeX
plain TeX (engl., gewöhnliches TeX) ist ein Format für das freie Textsatzprogramm TeX von Donald Knuth. plain TeX ist vor allem historisch wichtig, da es heute durch andere Formate – vor allem LaTeX – fast vollständig abgelöst worden ist.

## Geschichte
plain TeX wurde von Donald Knuth als Beispielformat zusammen mit dem Programm TeX entwickelt und ist im TeXbook (siehe Literatur) dokumentiert. Knuth dachte ursprünglich, dass die Autoren eines Buches jeweils passende Formate selbst entwickeln würden. Stattdessen wurde aber von den meisten Autoren zunächst plain TeX direkt verwendet. 
Später wurden andere Formate wie AMS-TeX, LaTeX und ConTeXt auf plain TeX aufgebaut, wobei fast alle plain-TeX-Makros auch in diesen Formaten funktionieren. Der Einfluss von plain TeX auf die anderen Formate kann daher nicht unterschätzt werden.